# Jezero duší
Jezero duší je desátá kniha sággy Příběhy Darrena Shana. Byla napsána Darrenem O´Shaughnesseym. V České republice ji v únoru roku 2009 vydalo nakladatelství Albatros. Tato kniha je se svými 207 stránkami nejdelší knihou z celé ságy.

## Stručný děj
V této knize se dozvídáme, kým byl Harkat, než se stal duchem. Také potkáme novou postavu, Spitse Abramse.

Když se Haratovi zdají zlé sny, vyšle ho pan Sudd i s Darrenem k Jezeru duší. Tam má Harkat konečně objevit, kým byl, když byl ještě naživu. Ale cesta není tak jednoduchá, jak by se mohlo zdát, právě naopak.

## Děj
Harkatovi se zdají noční můry a Darren se stresuje ze smrti pana Hroozleyho. Potom se v příběhu objeví Alice Burgessová a Debie Rulíková a oznamují Darrenovi, že jdou do Upíří hory projednat s knížaty další postup Války jizev ve prospěch lidí. Protože vampýři si vytvořili vampány (vampirety), kteří jsou lačni zabíjet, došlo děvčatům, že až vampýři vyhladí upíry, půjdou po lidech. A to přece nemohou dopustit. Rozhodly se proto, že udělají vlastní lidskou armádu. Darren se už už chystá jít s nimi, ale Harkat je povolán na důležitou misi. Objevit, kým byl za života. Takže se Darren vydá s ním. Pan Sudd je přenese do budoucnosti, do zničeného světa, kde žije plno podivných bytostí. Mezi nimi i kanibalský pirát Spits Abrams. Když se hrdinům konečně podaří projít tu dlouhou a strastiplnou cestu a dorazí k Jezeru duší, Harkat zjistí, že kdysi býval Kurdou Smoltem. Na konci knihy se Darren a Harkat vrátí do Circo Monstruoso. (Harkatovo jméno je přesmyčka; v originále se Kurdovo jméno píše Smalth. Takže KURDA SMALTH = HARKAT MULDS)

## Postavy
Darren Shan – Hlavní postava celé ságy. Upíří kníže.

Harkat Mulds - Darrenův kamarád. Je to duše v uměle vytvořeném těle.

Osmond Sudd - Pan O. Sudd. Poslal Harata Jezeru duší.

Spits Abrams - Kanibalský pirát, který hrdiny doprovází část cesty k Jezeru duší.

paní Evanna - Čarodějnice, která pomohla cestu k jezeru chlapcům ulehčit. Dcera O. Sudda.